# パキスタン国立銀行
パキスタン国立銀行（パキスタンこくりつぎんこう、ウルドゥー語: بینک دولت پاکستان、英語: State Bank of Pakistan, SBP）は、パキスタンの中央銀行である。本店をカラチ市に置く。パキスタン・ナショナル銀行（英語名: National Bank of Pakistan, NBP）とは無関係である。
1947年8月14日、イギリスから独立を果たしてパキスタン・イスラム共和国の成立を経て、1948年6月制定の1948年パキスタン国立銀行法により、中央銀行が設立した。現在の根拠法は1956年パキスタン国立銀行法である。
パキスタン国立銀行設置法では、紙幣（銀行券）の発行調整、金融・通貨安定化を確保するための予備金保有、国の通貨、金利政策を優先的に操作できる権限などを規定している。

## 歴代総裁
1. ザーヒド・フセイン（ウルドゥー語版、英語版）（1948年6月10日～1953年7月19日）
2. アブドゥル・カーディル（英語版）（1953年7月20日～1960年7月19日）
3. シュジャーアト・アリー・ハスニー（英語版）（1960年7月20日～1967年7月19日）
4. マフブーブル・ラシード（英語版）（1967年7月20日～1971年7月1日）
5. シャークルッラー・ドゥッラーニー（英語版）（1971年7月1日～1971年12月22日）
6. グラーム・イスハーク・ハーン（1971年12月22日～1975年11月30日）
7. サイード・オスマーン・アリー（英語版）（1975年12月1日～1978年7月1日）
8. アフターブ・グラーム・ナビー・カーズィー（英語版）（1978年7月15日～1986年7月9日）
9. ワスィーム・アウン・ジャアファリー（英語版）（1986年7月10日～1988年8月16日）
10. イムティヤーズ・アーダム・ハンフィー（英語版）（1988年8月17日～1989年2月9日、1期目）
11. カースィム・パーレク（英語版）（1989年9月5日～1990年8月30日）
12. イムティヤーズ・アーダム・ハンフィー（1990年9月1日～1993年6月30日、2期目）
13. ムハンマド・ヤアクーブ（英語版）（1993年7月25日～1999年11月25日）
14. イシュラト・フセイン（英語版）（1999年12月2日～2006年12月1日）
15. シャムシャード・アフタル（英語版）（2006年12月2日～2009年1月1日）
16. サイード・サリーム・ラザー（英語版）（2009年2月1日～2010年2月8日）
17. シャーヒド・ハフィーズ・カールダール（英語版）（2010年9月8日～2011年7月13日）
18. ヤシーン・アンワル（英語版）（2011年12月20日～2014年1月[1]）
19. アシュラフ・マフムード・ワートフラー（英語版）（2014年4月[1]～2017年4月28日）
20. ターリク・バジワ（英語版）（2017年7月7日～2019年5月3日）
21. レザー・バキール（英語版）（2019年5月4日～2022年5月4日）
22. ムルタザ・サイード（英語版）（代行：2022年5月6日～8月26日）
23. ジャミール・アーメド（英語版）（2022年8月26日～）